# Ахенија
Ахенија је посебан тип плода орашице која је најчешће једносемена и једноока. Назив потиче од старогрчке речи (achenium). На старогрчком „а“ означава негацију, „henoó“ значи "сједињавати", а „chaino“ значи "отварати". Ахенију имају на пример Јавори, Јасени...
Посебан облик ахеније којој је припојен део настао од чашице - папус, назива се ципсела.